# Ruth Berghaus

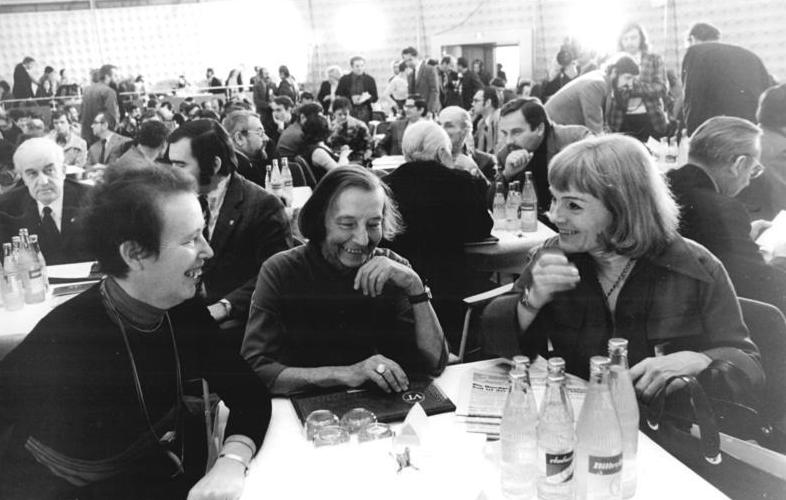
En el congreso teatral berlinés de 1975 con Ruth Berghaus y Gret Palucca.

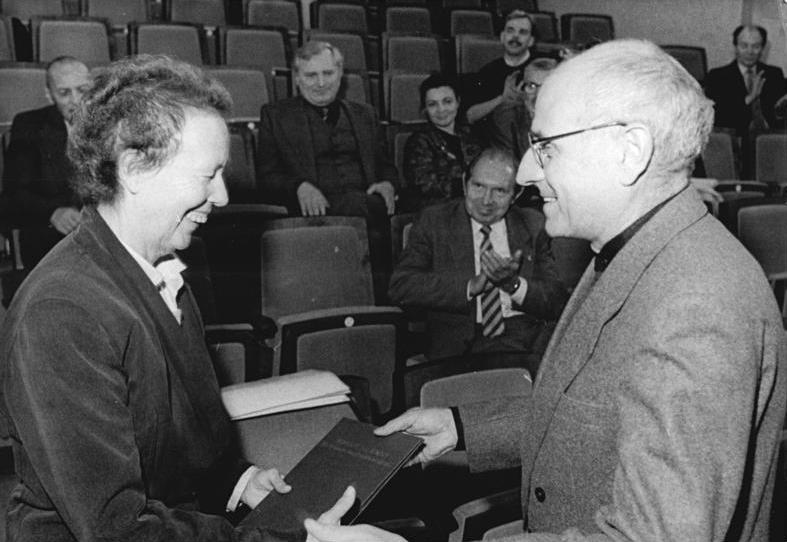
Entrega del Premio Konrad Wolf en 1988.

Ruth Berghaus (Dresde, Alemania; 2 de julio de 1927-Zeuthen, 25 de enero de 1996) fue una teórica teatral, coreógrafa y directora escénica alemana destacada por sus puestas en escena radicales y por haber dirigido el célebre Berliner Ensemble a la muerte de Helene Weigel, viuda de Bertolt Brecht.

## Biografía y trayectoria
Nació en una familia humilde dedicada a la minería. Al terminar su bachillerato se matriculó, en contra de la voluntad de su familia, en la Escuela Gret Palucca de Dresde, para estudiar danza expresiva y dirección de danza. Posteriormente fue alumna en la Academia Alemana de Artes de Berlín Oriental, con Wolfgang Langhoff y Gret Palucca.
Durante la Segunda Guerra Mundial sirvió como auxiliar en la armada, al finalizar la contienda fue internada en un campo de prisioneros británico debido a su alistamiento en el ejército alemán. Por este hecho fue motivo de múltiples ataques posteriores.
Se enroló en la escuela de danza de Gret Palucca, que había sido prohibida por las autoridades nazis, y luego resistió la corriente comunista que pretendía implantar el teatro soviético en la Alemania Oriental.
Tituló su tesis con una frase que se hizo clásica, ¡Manos fuera!, con la que se enfrentó a las autoridades al establecer sus distancias estéticas con el realismo socialista, en el Congreso mundial de danza de Dresde de 1962. Después de aquello, viró su atención al teatro de prosa y más tarde a la ópera, donde sus producciones llamaron la atención internacionalmente.
Consagrada en las dos Alemanias, siguió viviendo en el Este. Sus escenificaciones son a menudo herméticas y de altísimo concepto intelectual.
Berhaus inventó un estilo propio, con una serie de recursos del uso de la pantomima y el lenguaje corporal que adoptaron posteriormente directores como Willy Decker, Peter Sellars o Robert Wilson. Fue una pionera al integrar los elementos del vestuario y decorado dentro de todo el teatro conceptual de la danza y teatro contemporáneos.
Destacaron sus puestas de El anillo del nibelungo, La flauta mágica, Lulu, Der Freischütz, Wozzeck, Der fliegende Holländer, Der Rosenkavalier y Les Troyens en la Ópera de Fráncfort del Meno, la Wiener Staatsoper, la  Semperoper y otras. Compartió la dirección de producciones de óperas que iban desde Mozart y Wagner hasta Alban Berg y Schoenberg con el compositor Paul Dessau, con quien se casó y tuvieron a su hijo Maxim.
Murió de cáncer a los 68 años.

## Premios y legado
En 1988 recibió el Premio Konrad Wolf.
Diez años después de su fallecimiento se realizaron varias reposiciones póstumas reivindicando su figuraː Tristan und Isolde en Hamburgo (2016), Elektra en Lyon (2017) y Pelléas et Mélisande en Berlín (2018).
En 2017 se colocó una placa conmemorativa en la ciudad de Berlín, en Breite Straße, como muestra de agradecimiento y reconocimiento a toda una carrera dedicada al teatro.